# Estônia nos Jogos Olímpicos de Verão de 2012
A Estônia competiu nos Jogos Olímpicos de Verão de 2012, que aconteceram na cidade de Londres, no Reino Unido, de 27 de julho até 12 de agosto de 2012.

## Medalhas
| Atleta      | Esporte   | Evento                            | Medalha |
| ----------- | --------- | --------------------------------- | ------- |
| Heiki Nabi  | Lutas     | Greco-romana até 120 kg masculino | Prata   |
| Gerd Kanter | Atletismo | Arremesso de disco masculino      | Bronze  |

## Desempenho

### Atletismo
Masculino
| Atleta     | Evento | Preliminar | Preliminar | Quartas de final | Quartas de final | Semifinais  | Semifinais  | Final       | Final       |
| Atleta     | Evento | Marca      | Posição    | Marca            | Posição          | Marca       | Posição     | Marca       | Posição     |
| ---------- | ------ | ---------- | ---------- | ---------------- | ---------------- | ----------- | ----------- | ----------- | ----------- |
| Marek Niit | 100 m  | BYE        | BYE        | 10s40            | 7º/bat. 6        | Não avançou | Não avançou | Não avançou | Não avançou |

### Natação
Masculino
| Atletas          | Evento       | Eliminatórias | Eliminatórias | Semifinal   | Semifinal   | Final       | Final       |
| Atletas          | Evento       | Tempo         | Posição       | Tempo       | Posição     | Tempo       | Posição     |
| ---------------- | ------------ | ------------- | ------------- | ----------- | ----------- | ----------- | ----------- |
| Martin Liivamagi | 200 m medley | 2min01s09     | 25º           | Não avançou | Não avançou | Não avançou | Não avançou |

Feminino
| Atletas      | Evento          | Eliminatórias | Eliminatórias | Semifinal   | Semifinal   | Final       | Final       |
| Atletas      | Evento          | Tempo         | Posição       | Tempo       | Posição     | Tempo       | Posição     |
| ------------ | --------------- | ------------- | ------------- | ----------- | ----------- | ----------- | ----------- |
| Triin Aljand | 100 m borboleta | 1min00s43     | 35º           | Não avançou | Não avançou | Não avançou | Não avançou |

### Remo
Masculino
| Equipe                       | Evento      | Eliminatórias | Eliminatórias | Repescagem | Repescagem | Quartas | Quartas | Semifinal   | Semifinal   | Final       | Final                |
| Equipe                       | Evento      | Tempo         | Posição       | Tempo      | Posição    | Tempo   | Posição | Tempo       | Posição     | Tempo       | Posição (Pos. final) |
| ---------------------------- | ----------- | ------------- | ------------- | ---------- | ---------- | ------- | ------- | ----------- | ----------- | ----------- | -------------------- |
| Juri-Mikk Udam Geir Suursild | Skiff duplo | 6m33s88       | 4º R          | 6m38s50    | 4º         |         |         | Não avançou | Não avançou | Não avançou | - (13º)              |

### Tiro com arco
| Atleta       | Prova               | Rodada de classificação | Rodada de classificação | Ronda dos 64                         | Ronda dos 32           | Ronda dos 16           | Quartos-finais         | Semifinais             | Final                  | Final       |
| Atleta       | Prova               | Placar                  | Pos.                    | Adversário e resultado               | Adversário e resultado | Adversário e resultado | Adversário e resultado | Adversário e resultado | Adversário e resultado | Pos.        |
| ------------ | ------------------- | ----------------------- | ----------------------- | ------------------------------------ | ---------------------- | ---------------------- | ---------------------- | ---------------------- | ---------------------- | ----------- |
| Reena Pärnat | Individual feminino | 621                     | 52º                     | MEX A. Valencia D 0-2, 1-1, 0-2, 0-2 | Não avançou            | Não avançou            | Não avançou            | Não avançou            | Não avançou            | Não avançou |